# Mart Nooij
Martinus Ignatius "Mart" Nooij (Heemskerk, 3 de junho de 1954), é um treinador de futebol holandês. Atualmente encontra-se desempregado.

## Carreira
Sem experiência como jogador, Nooij iniciou a carreira em times amadores da Holanda, e seu primeiro trabalho oficial foi na equipe Sub-20 de Burkina Fasso, em 2003.
Entre 2007 e 2011, comandou a Seleção Moçambicana, levando os Mambas à Copa Africana de Nações de 2010, tendo ficado ainda na primeira fase. Ao não conseguir levar o selecionado à edição seguinte, deixou o cargo em setembro de 2011, tendo sua vaga ocupada pelo alemão Gert Engels.
Passou ainda por Santos Cape Town (2012) e Saint George (2013–14) antes de assinar com a Seleção Tanzaniana em abril de 2014. Um ano depois, Nooij foi afastado do cargo.